# Památník a muzeum Stasi v „Runde Ecke“ (Lipsko)
Památník a muzeum Stasi v „Runde Ecke“ v Lipsku (německy Gedenkstätte Museum in der „Runden Ecke“) v bývalém sídle Krajské správy Ministerstva státní bezpečnosti (Stasi) se nachází na náměstí Dittrichring. O tuto památkově chráněnou budovu pečuje sdružení Občanský výbor v Lipsku (Bürgerkomitee Leipzig e.V.) s institucionální podporou Nadace saských památných míst pro připomínání obětí politické tyranie. Dalšími památkami v Lipsku a okolí, jež zpřístupňuje Občanský výbor, je Bunker-Stasi, asi 30 km východně od města, a někdejší Centrální popraviště NDR na jižním předměstí Lipska.

## Runde Ecke

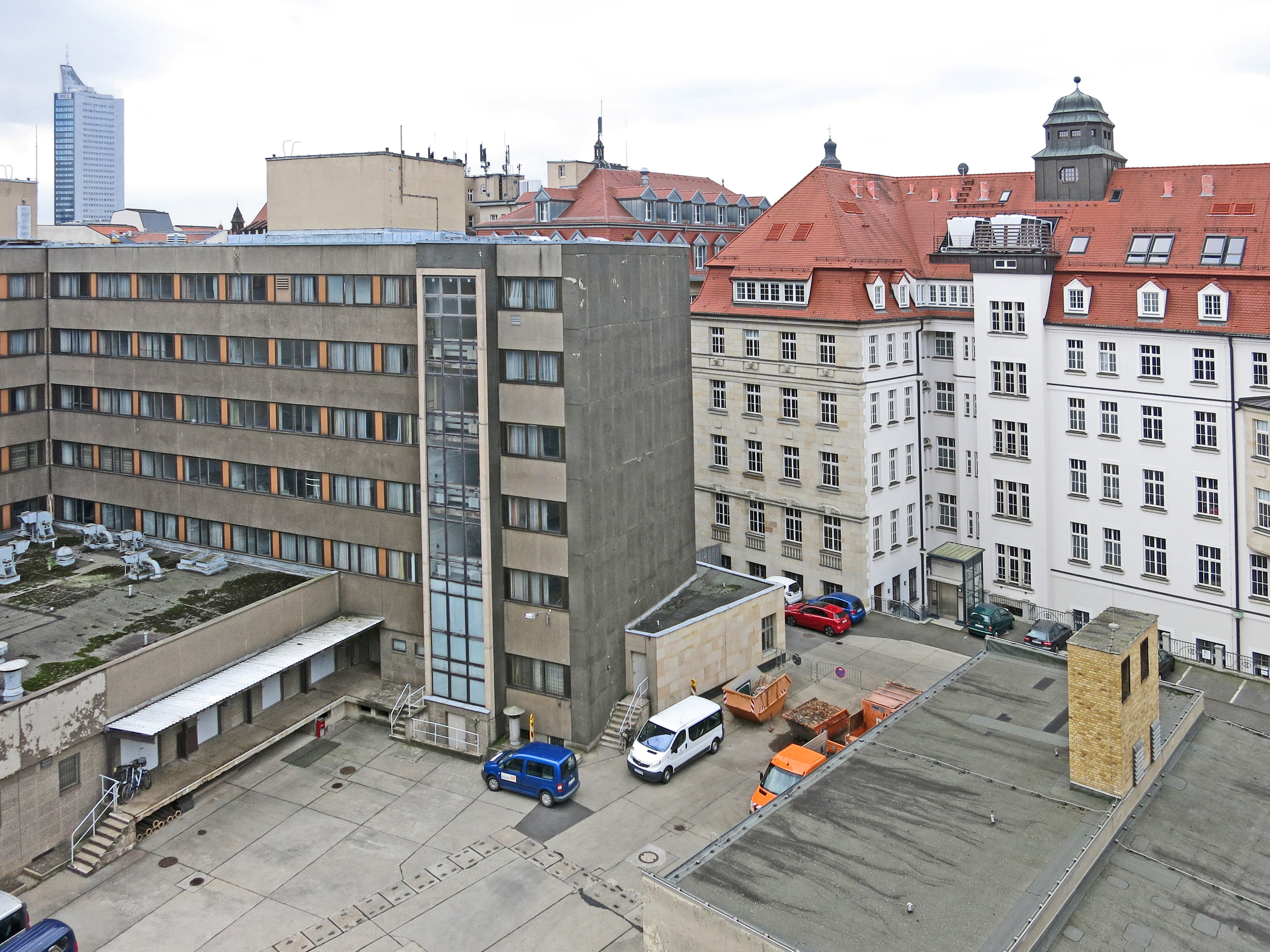
Pohled do vnitřního nádvoří komplexu „Runde Ecke“

Budova přezdívaná „Runde Ecke“ (Kulatý roh) byla postavena jako sídlo Lipské pojišťovací společnosti v letech 1911–1913 podle návrhů architektů Huga Lichta a Karla Posera ve spolupráci s architektonickým studiem Weidenbach & Tschammer. Po příchodu amerických vojsk do města v roce 1945 budovu několik měsíců využívala americká armáda, poté sloužila jako sídlo sovětského Lidového komisariátu vnitřních záležitostí (NKVD) a tzv. K5 (Kriminaalpolizei 5), což byla předchůdkyně Ministerstva státní bezpečnosti (Stasi). V letech 1950–1989 v „Runde Ecke“ sídlila Krajská správa Státní bezpečnosti (Stasi). Kolem roku 1984 byla budova rozšířena o rozsáhlou přístavbu a skryté vnitřní nádvoří. Dne 4. prosince 1989 komplex „Runde Ecke“, u něhož se protestovalo již při pondělních demonstracích, obsadili občané Lipska. Po znovusjednocení Německa využívá většinu budov Spolkový komisariát pro záznamy Stasi, který zde zpracovává a archivuje asi 5736,30 běžných metrů písemných archiválií a kolem 3000 běžných metrů mikrofilmů.
Od srpna 1990 se v přízemí „Runde Ecke“ nachází stálá expozice „Stasi – moc a banalita“, o kterou pečuje Občanský výbor v Lipsku. Expozice nejprve představuje vývoj Stasi a jejích ideologických kořenů, činnost jejích zaměstnanců a neoficiálních spolupracovníků, její druhá část pak dokumentuje činnost jednotlivých oddělení Stasi, jako byla např. kontrola pošty, telefonické odposlouchávání nebo pozorování a pátrání. Během každoročního lipského festivalu Wave-Gotik-Treffen bývají v „Runde Ecke“ zvláštní výstavy o monitorování gotické subkultury v NDR. Od roku 2014 vydává Občanský výbor v Lipsku ve spolupráci s památníkem a muzeem „Runde Ecke“ historický časopis Horch und Guck, který předtím vycházel v Berlíně.

## Bunker-Stasi
V Machern, 30 km východně od Lipska, se nachází bunkr Stasi, jenž byl v letech 1968–1972 postaven pro případ nukleární války jako alternativní velitelské stanoviště Krajské správy Státní bezpečnosti v Lipsku. Areál je skryt v rekreační oblasti Lübschützer Teiche a byl původně maskován jako rekreační zařízení Státního podniku pro zásobování vodou a čištění odpadních vod. Jádrem památkově chráněného areálu o rozloze 5,2 ha je bunkr, který je dnes muzeem ve správě Občanského výboru v Lipsku. Stálá expozice ukazuje, jaké strategie přežití vyvinula Stasi pro případ jaderného útoku.

## Centrální popraviště NDR
„Nejsme imunní vůči tomu, když jednou mezi sebou budeme mít nějakého mizeru. Kdybych to věděl již teď, zítra už nebude naživu. Krátký proces. Protože jsem humanista. Proto mám takový názor. [...] Celé to žvanění proti popravování a trestu smrti – to jsou všechno hlouposti, soudruzi. Poprava, pokud je to nutné, i bez rozsudku.“
Erich Mielke 
V letech 1960–1981 byly všechny rozsudky smrti vynesené v NDR prováděny v místnostech trestnice v Alfred-Kästner-Straße na jižním předměstí Lipska, které se z velké části zachovaly v původním stavu. Již v polovině 90. let se Občanský výbor v Lipsku zasadil o jejich památkovou ochranu a nabízí zde každoroční prohlídky v rámci Noci muzeí a Dne otevřených památek.

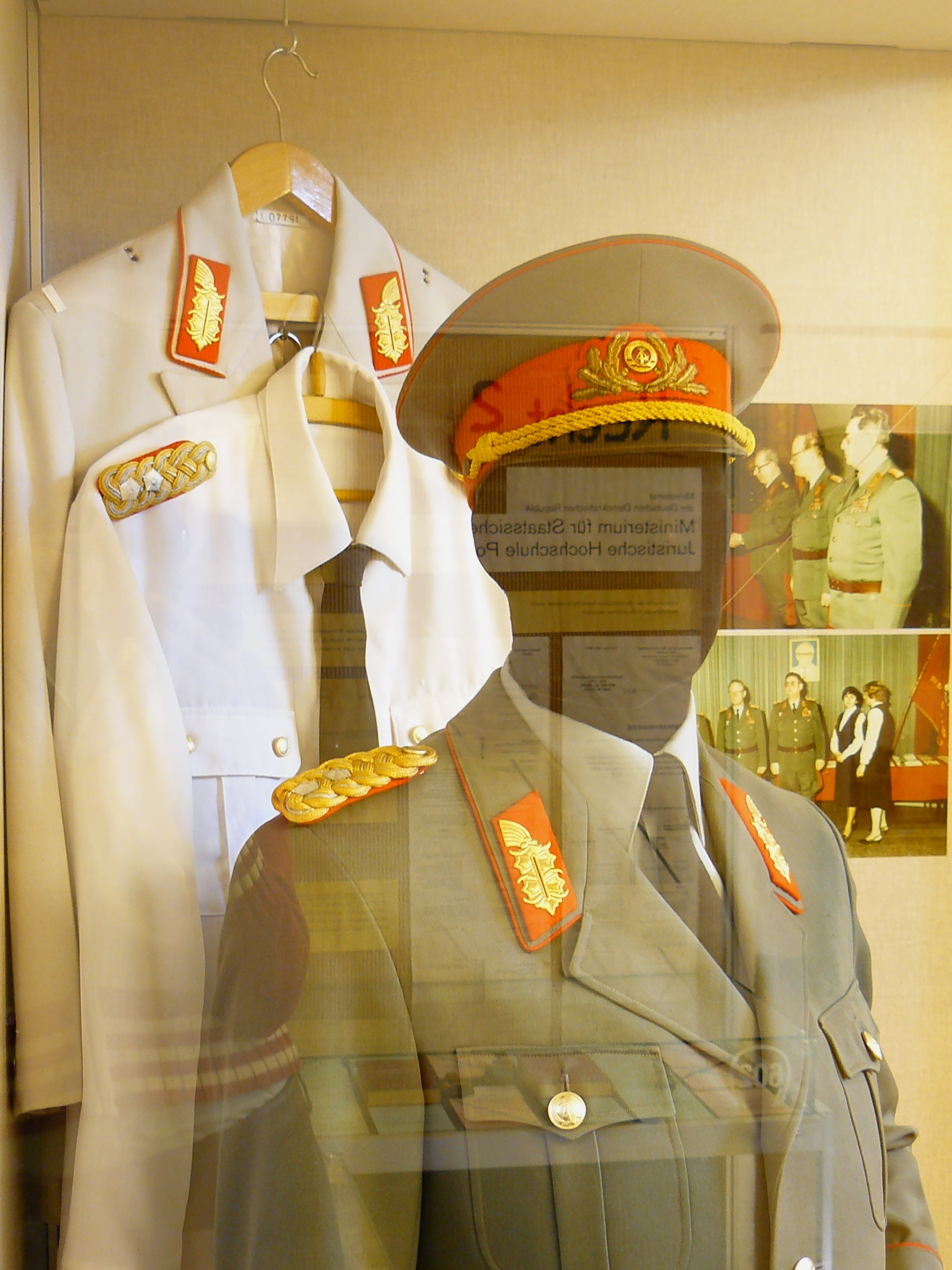
Uniforma generála Stasi
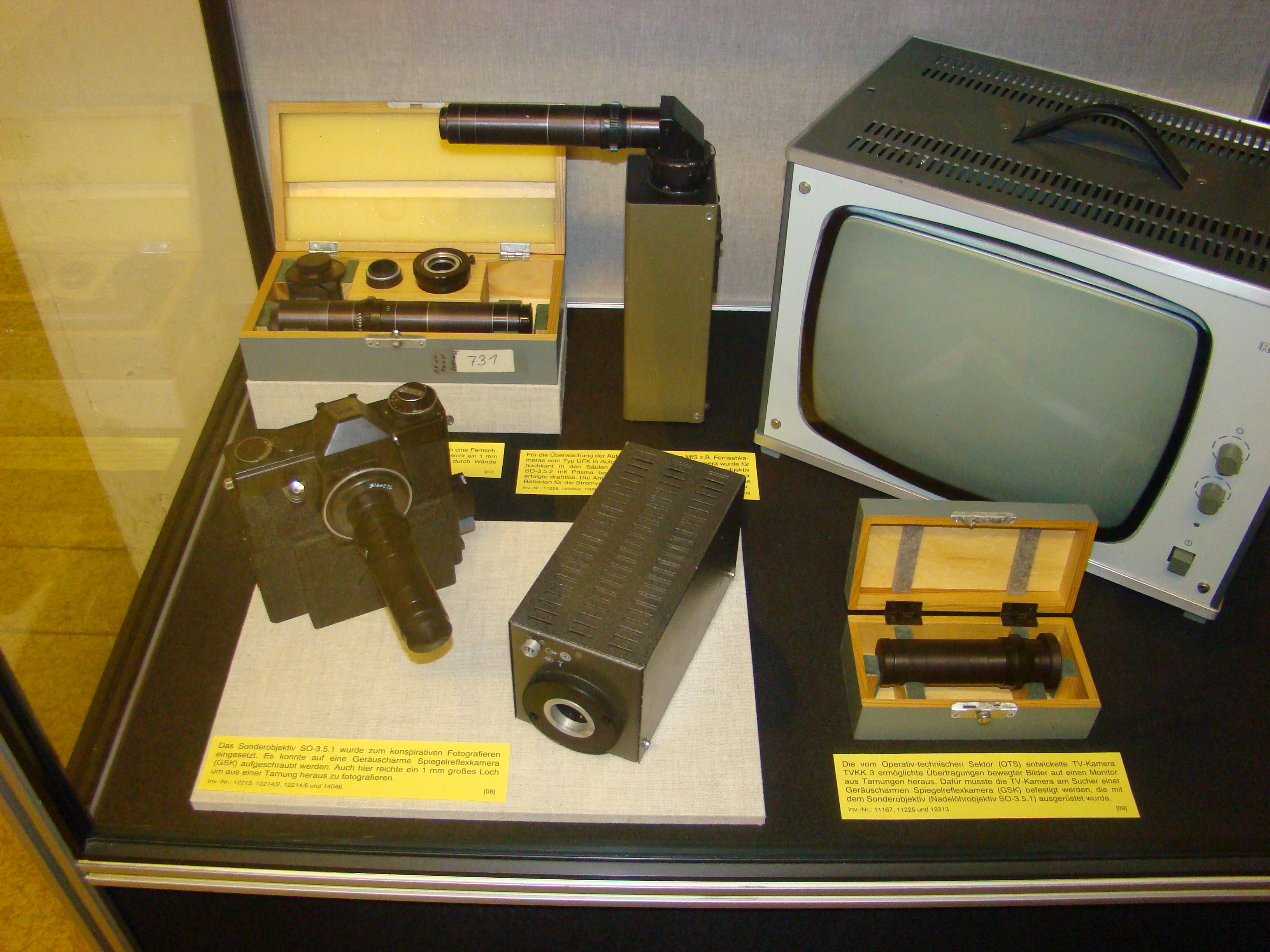
Sledovací kamera Stasi
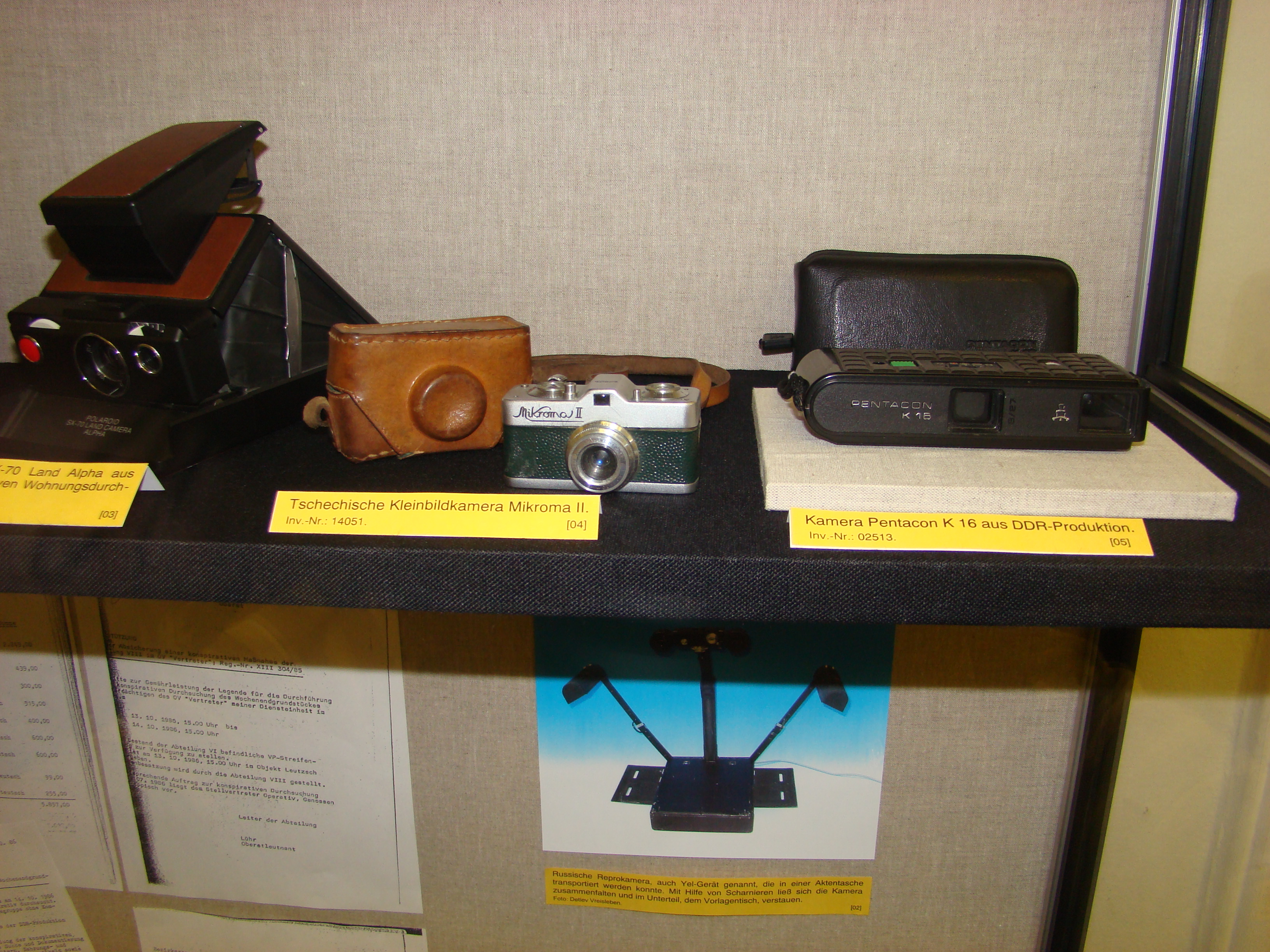
Kamery Stasi
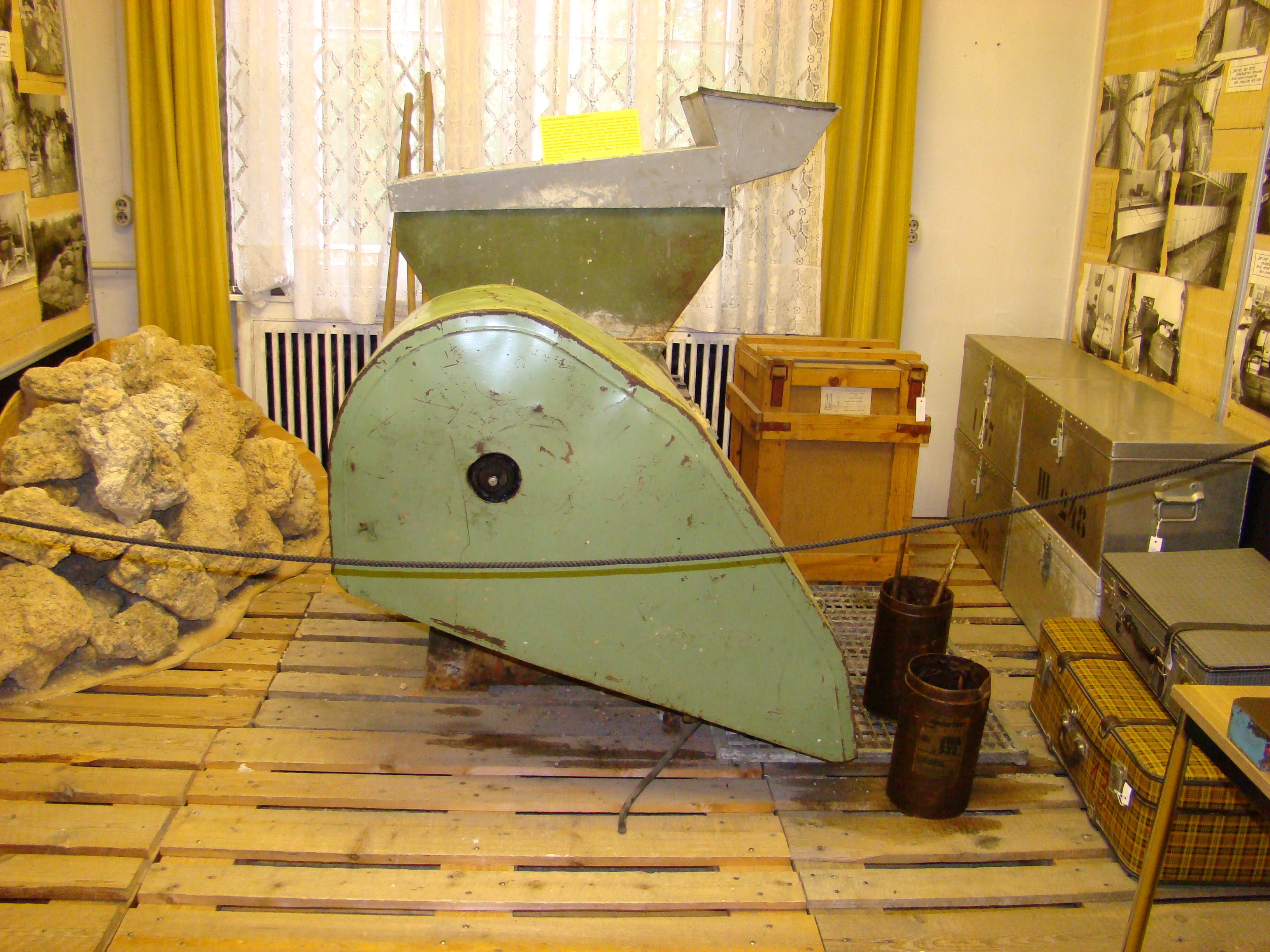
Drtička na ničení spisů
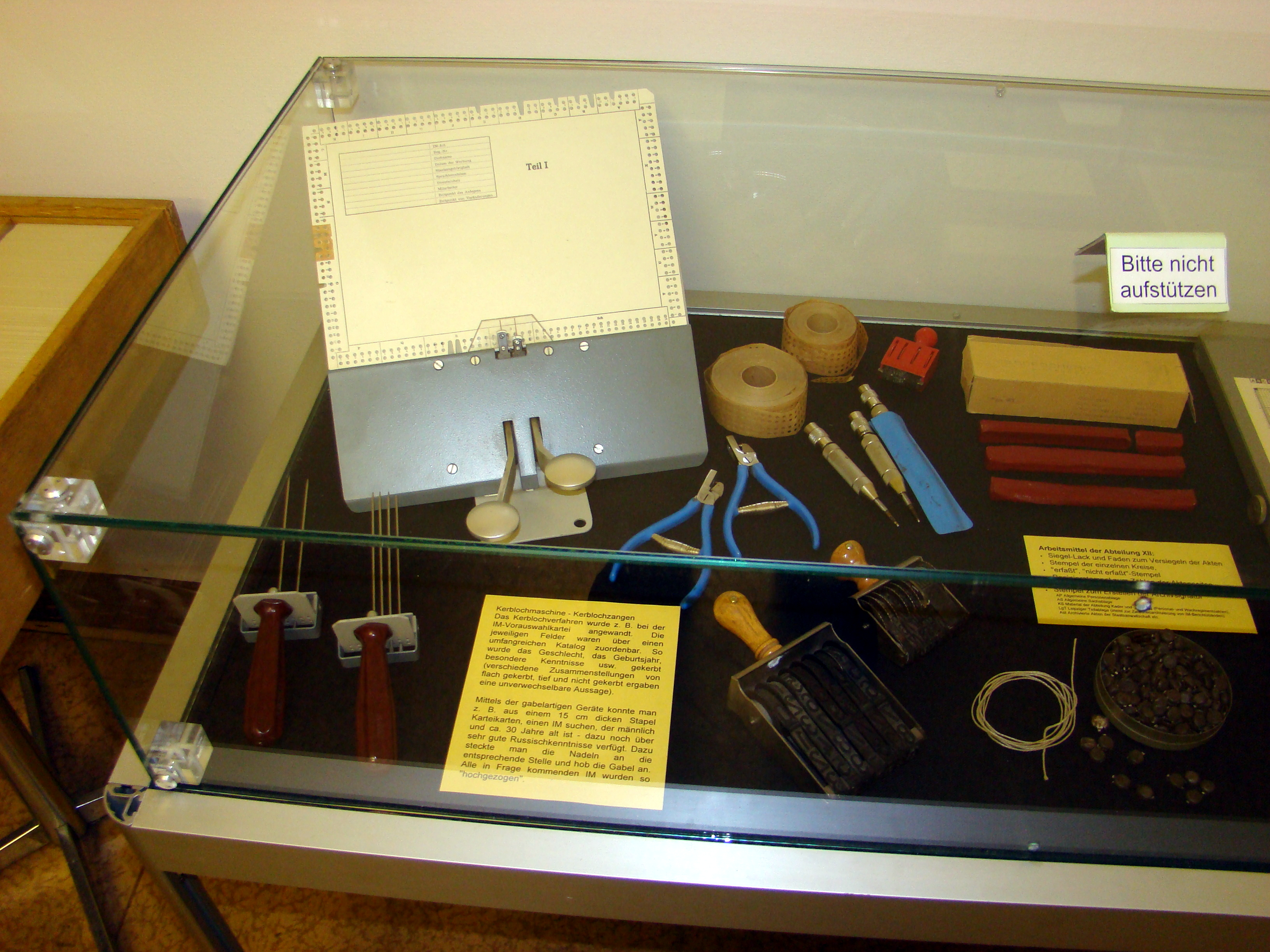
Děrovací stroj užívaný pro kartotéky
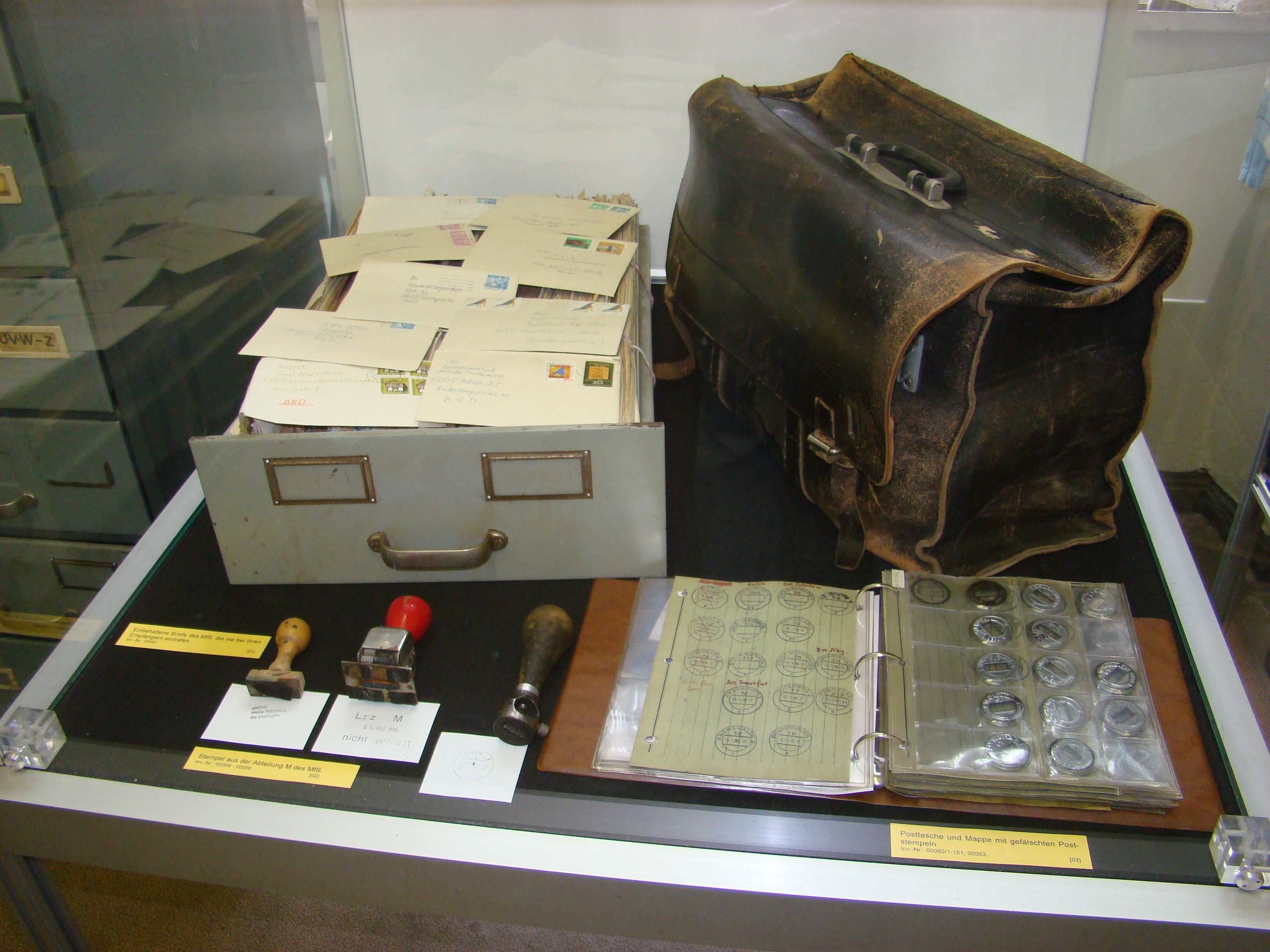
Falešná poštovní razítka a konfiskované dopisy
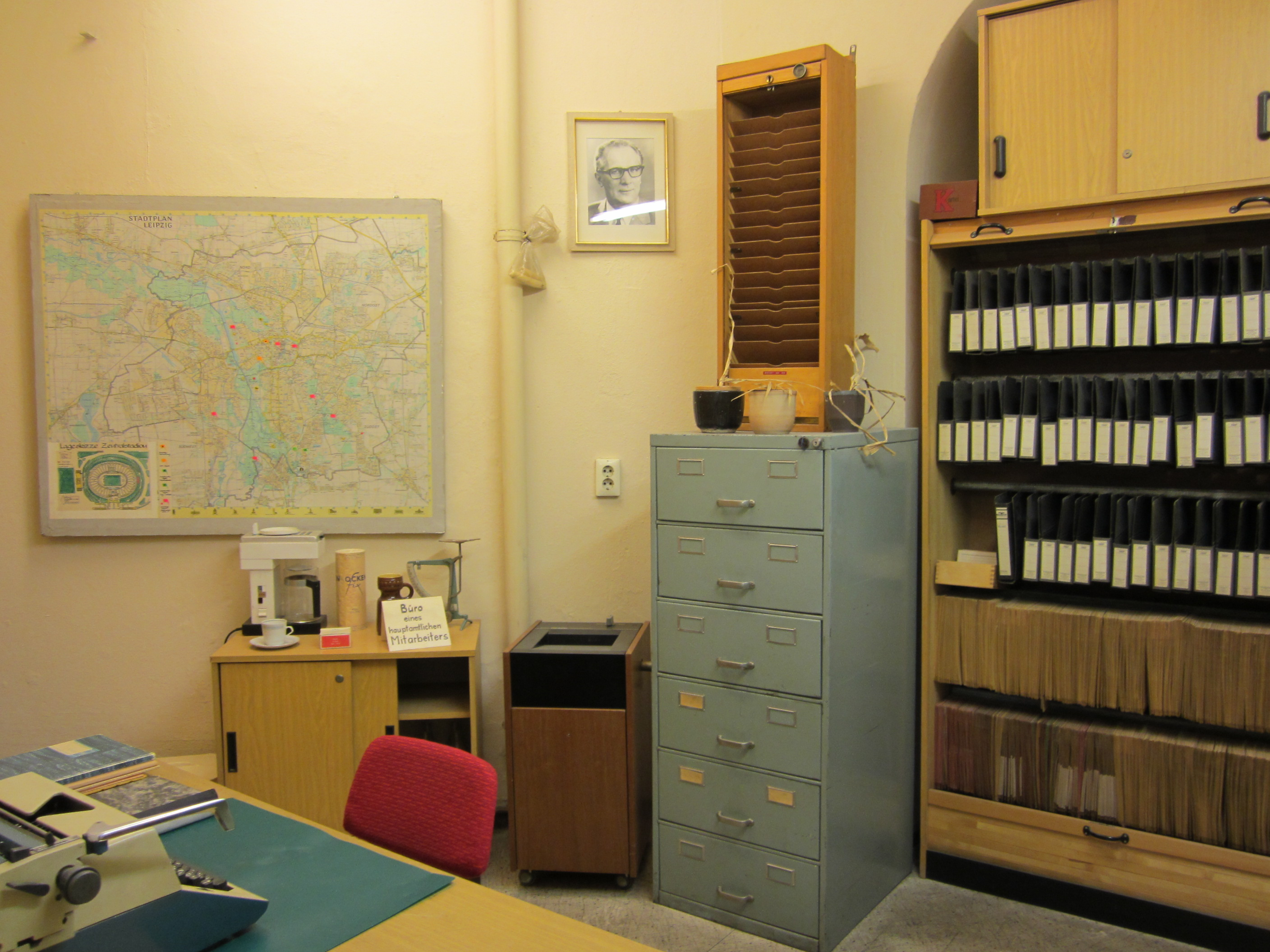
Kancelář Stasi